# Голладей (Юта)
Голладей (англ. Holladay) — місто (англ. city) в США, в окрузі Солт-Лейк штату Юта. Населення — 31 965 осіб (2020).

## Географія
Голладей розташований за координатами 40°39′28″ пн. ш. 111°49′25″ зх. д. / 40.65778° пн. ш. 111.82361° зх. д. (40.657779, -111.823523).  За даними Бюро перепису населення США в 2010 році місто мало площу 20,51 км², уся площа — суходіл. В 2017 році площа становила 21,98 км², уся площа — суходіл.

## Демографія
Згідно з переписом 2010 року, у місті мешкали 26 472 особи в 9927 домогосподарствах у складі 6960 родин. Густота населення становила 1291 особа/км².  Було 10537 помешкань (514/км²).
Расовий склад населення:
| - 91,8 % — білих - 2,8 % — азіатів - 0,9 % — чорних або афроамериканців - 0,4 % — вихідців з тихоокеанських островів - 0,3 % — корінних американців - 1,7 % — осіб інших рас |

До двох чи більше рас належало 2,2 %. Частка іспаномовних становила 4,7 % від усіх жителів.
За віковим діапазоном населення розподілялося таким чином: 25,1 % — особи молодші 18 років, 57,6 % — особи у віці 18—64 років, 17,3 % — особи у віці 65 років та старші. Медіана віку мешканця становила 38,5 року. На 100 осіб жіночої статі у місті припадало 93,7 чоловіків;  на 100 жінок у віці від 18 років та старших — 89,9 чоловіків також старших 18 років.
Середній дохід на одне домашнє господарство  становив 105 401 долар США (медіана — 75 690), а середній дохід на одну сім'ю — 125 224 долари (медіана — 95 560). Медіана доходів становила 67 500 доларів для чоловіків та 42 546 доларів для жінок. За межею бідності перебувало 5,0 % осіб, у тому числі 4,9 % дітей у віці до 18 років та 4,0 % осіб у віці 65 років та старших.
Цивільне працевлаштоване населення становило 14 612 осіб. Основні галузі зайнятості: освіта, охорона здоров'я та соціальна допомога — 26,3 %, науковці, спеціалісти, менеджери — 15,6 %, фінанси, страхування та нерухомість — 12,2 %, роздрібна торгівля — 10,5 %.